# Michelle Buri
Michelle Buri (* 23. Juli 1993) ist eine Schweizer Unihockeyspielerin. Sie steht beim Nationalliga-B-Vertreter UH Lejon Zäziwil unter Vertrag.

## Karriere
Buri begann ihre Karriere beim UHV Skorpion Emmental. Während der Saison 2012/13 kam sie erstmals für die erste Mannschaft der Emmentalerinnen zum Einsatz. 2014 wurde sie fix in das Kader der ersten Mannschaft aufgenommen.
Am 13. Mai 2018 verkündete UH Lejon Zäziwil den Zuzug von Buri.